# Oh My God (documental de 2009)
Oh My God (también conocida como 99 minutos en el cielo) es un documental de 2009 escrito y dirigido por Peter Rodger, que pregunta a todo tipo de gente, desde celebridades, a religiosos, ateos y a gente común, la siguiente pregunta: ¿Qué es Dios?. 

## Sinopsis
Filmado a lo largo de tres años en 23 países, este interesante documental hace preguntas sobre la existencia de Dios en las diferentes culturas y épocas. Seal, David Copperfield, Bob Geldof, Hugh Jackman y Ringo Star son algunas de las estrellas entrevistadas. 